# Taviodes tamsi
Taviodes tamsi là một loài bướm đêm trong họ Noctuidae.